# Zimowa Uniwersjada 1991

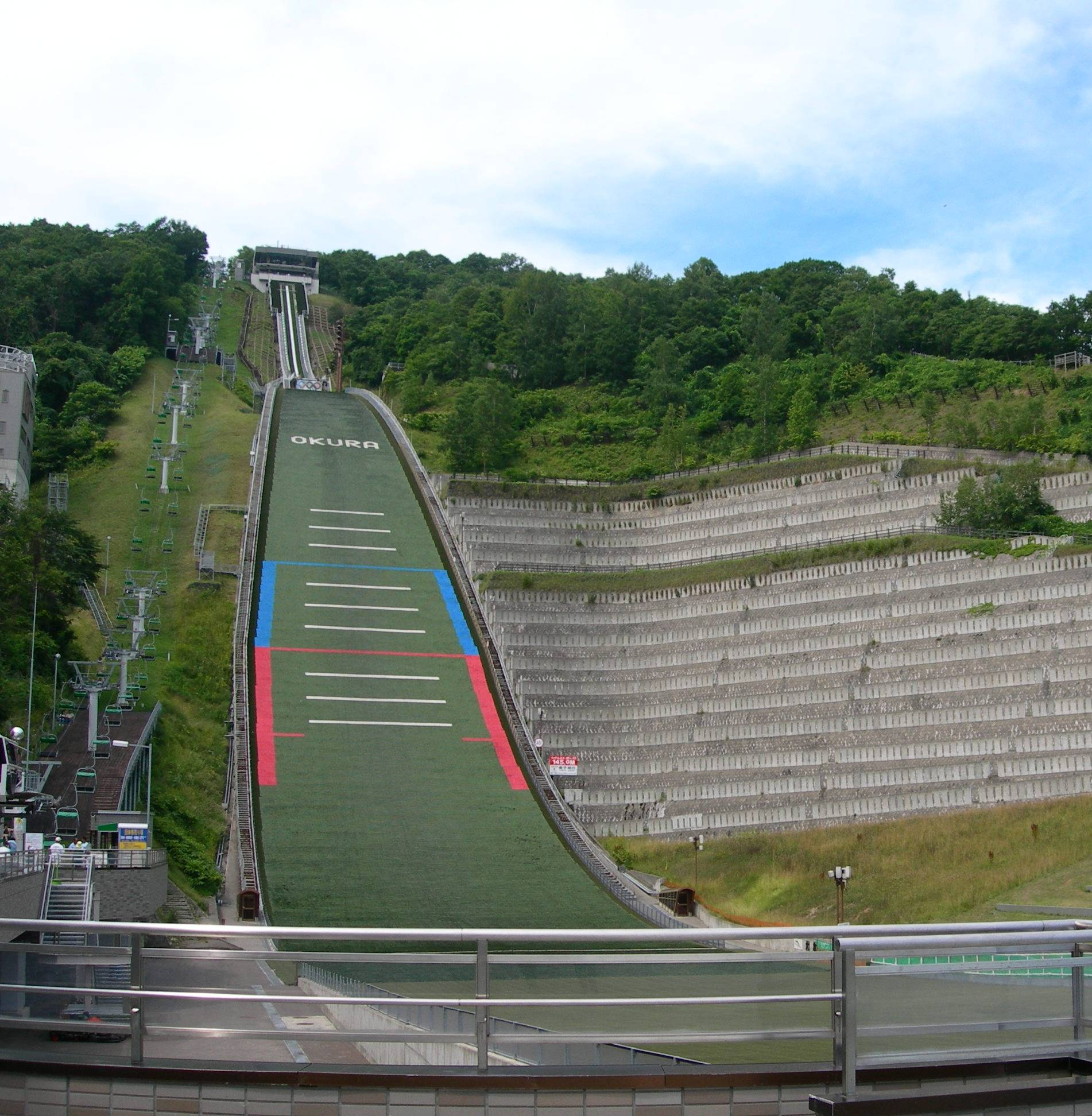
Skocznia w Sapporo

15. Zimowa Uniwersjada – międzynarodowe zawody sportowców-studentów, które odbyły się w japońskim Sapporo. Impreza została zorganizowana między 2 a 10 marca 1991 roku. Nad organizacją zawodów czuwała Fédération Internationale du Sport Universitaire. Zawody otworzył książę Naruhito.

## Polskie medale
Reprezentanci Polski zdobyli 2 medale. Wynik ten dał polskiej drużynie 17. miejsce w klasyfikacji medalowej.

### Brąz
- Katarzyna Popieluch, Michalina Maciuszek, Halina Nowak – narciarstwo klasyczne, sztafeta 3 × 5 km
- Katarzyna Szafrańska – narciarstwo alpejskie, slalom gigant

## Klasyfikacja medalowa
| Klasyfikacja medalowa | Klasyfikacja medalowa | Klasyfikacja medalowa | Klasyfikacja medalowa | Klasyfikacja medalowa | Klasyfikacja medalowa |
| --------------------- | --------------------- | --------------------- | --------------------- | --------------------- | --------------------- |
| Miejsce               | Reprezentacja         | Złoto                 | Srebro                | Brąz                  | Razem                 |
| 1                     | Japonia               | 11                    | 9                     | 10                    | 30                    |
| 2                     | Korea Południowa      | 6                     | 2                     | 2                     | 10                    |
| 3                     | ZSRR                  | 5                     | 7                     | 5                     | 17                    |
| 4                     | Korea Północna        | 3                     | 1                     | 3                     | 7                     |
| 5                     | Stany Zjednoczone     | 2                     | 7                     | 3                     | 12                    |
| 6                     | Czechosłowacja        | 2                     | 3                     | 0                     | 5                     |
| 7                     | Austria               | 2                     | 2                     | 2                     | 6                     |
| 8                     | Chiny                 | 2                     | 1                     | 3                     | 6                     |
| 9                     | Szwajcaria            | 2                     | 1                     | 1                     | 4                     |
| 10                    | Niemcy                | 2                     | 1                     | 0                     | 3                     |
| 11                    | Włochy                | 1                     | 2                     | 2                     | 5                     |
| 12                    | Kanada                | 1                     | 0                     | 1                     | 2                     |
| 13                    | Francja               | 1                     | 0                     | 1                     | 2                     |
| 14                    | Wielka Brytania       | 0                     | 2                     | 1                     | 3                     |
| 15                    | Jugosławia            | 0                     | 1                     | 1                     | 2                     |
| 16                    | Rumunia               | 0                     | 1                     | 1                     | 2                     |
| 17                    | Polska                | 0                     | 0                     | 2                     | 2                     |